# Wicca Georgina
La Wicca Georgina es una tradición en la religión neopagana de la Wicca. En su organización, es muy similar a los grupos de la Wicca tradicional británica, como la Wicca Gardneriana. Sin embargo, no se traza su línea de iniciación a una de las antiguas coventículos ingleses.
El nombre de "Georgina" se refiere a su fundador, George Patterson, que la inició en 1970 en Estados Unidos.